# Wrexham AFC
Wrexham AFC este un club profesionist de fotbal din orașul Wrexham, Țara Galilor, care evoluează în EFL Championship. Înființat în 1864, este cel mai vechi club din Țara Galilor și a doua cea mai veche echipă de fotbal din lume.
Wrexham a câștigat Cupa Țării Galilor de un număr record de 23 de ori.
În 2020, clubul a fost cumpărat de starurile de la Hollywood Ryan Reynolds și Rob McElhenney.

## Prezența în cupele europene
| Sezon   | Competiție   | Rundă              | Adversar          | Acasă | Deplasare | Total | Ref           |
| ------- | ------------ | ------------------ | ----------------- | ----- | --------- | ----- | ------------- |
| 1972–73 | Cupa Cupelor | Turul întâi        | FC Zürich         | 2–1   | 1–1       | 3–2   | [ 2 ] [ 3 ]   |
| 1972–73 | Cupa Cupelor | Turul doi          | Hajduk Split      | 3–1   | 0–2       | 3–3   | [ 4 ] [ 5 ]   |
| 1975–76 | Cupa Cupelor | Turul întâi        | Djurgården        | 2–1   | 1–1       | 3–2   | [ 6 ] [ 7 ]   |
| 1975–76 | Cupa Cupelor | Turul doi          | Stal Rzeszów      | 2–0   | 1–1       | 3–1   | [ 8 ] [ 9 ]   |
| 1975–76 | Cupa Cupelor | Sferturi de finală | Anderlecht        | 1–1   | 0–1       | 1–2   | [ 10 ] [ 11 ] |
| 1978–79 | Cupa Cupelor | Turul întâi        | Rijeka            | 2–0   | 0–3       | 2–3   | [ 12 ] [ 13 ] |
| 1979–80 | Cupa Cupelor | Turul întâi        | FC Magdeburg      | 3–2   | 2–5       | 5–7   | [ 14 ] [ 15 ] |
| 1984–85 | Cupa Cupelor | Turul întâi        | FC Porto          | 1–0   | 3–4       | 4–4   | [ 16 ]        |
| 1984–85 | Cupa Cupelor | Turul doi          | Roma              | 0–1   | 0–2       | 0–3   | [ 17 ] [ 18 ] |
| 1986–87 | Cupa Cupelor | Turul întâi        | Żurrieq           | 4–0   | 3–0       | 7–0   | [ 19 ] [ 20 ] |
| 1986–87 | Cupa Cupelor | Turul doi          | Real Zaragoza     | 2–2   | 0–0       | 2–2   | [ 21 ] [ 22 ] |
| 1990–91 | Cupa Cupelor | Turul întâi        | Lyngby            | 0–0   | 1–0       | 1–0   | [ 23 ] [ 24 ] |
| 1990–91 | Cupa Cupelor | Turul doi          | Manchester United | 0–2   | 0–3       | 0–5   | [ 25 ] [ 26 ] |
| 1995–96 | Cupa Cupelor | Turul întâi        | Petrolul Ploiești | 0–0   | 0–1       | 0–1   | [ 27 ] [ 28 ] |